# خوزه میگوئل کوبرو
خوزه میگوئل کوبرو (انگلیسی: José Miguel Cubero؛ زاده ۱۴ فوریهٔ ۱۹۸۷) یک بازیکن فوتبال اهل کاستاریکا است.
وی همچنین در تیم ملی فوتبال کاستاریکا بازی کرده‌است.